# Eleiodoxa conferta
Eleiodoxa conferta es una especie de palmera de la familia Arecaceae. Es monotípica dentro del género Eleiodoxa. Es originaria del Sudeste de Asia. Su única especie, Eleiodoxa conferta, es dioica, y habita en los pantanos, se la conoce con el nombre común de kelumi paya.  
En el género Eleiodoxa, de las cinco especies que han sido descritas, por lo general, cuatro de ellas son reconocidas como sinónimos de  E. conferta.

## Distribución
Originario de los trópicos de Tailandia, Malasia, Borneo y Sumatra, se encuentra en los pantanos de turba forestal y pantanos de agua dulce, son muy gregarios y forman grandes colonias.

## Descripción
Si bien se mantienen ocultos, los troncos forman densos matorrales. Como uno de los pocos hapaxantos en la familia, los troncos están determinados y mueren después de la floración. Las hojas alcanzan los 3,5 m de longitud sobre pecíolos de 3 m armados con verticilos de espinas de 5 – 7 cm. Los foliolos son de color verde a verde profundo y están dispuestos regularmente a lo largo del raquis, que mide 1,5 m de longitud, y está dentado a lo largo de los márgenes. La inflorescencia surge a nivel del suelo, teniendo flores masculinas o femeninas dando lugar, en el caso de estas últimas, a una fruta roja escamosa con una semilla u ocasionalmente dos.

## Cultivo y usos
Cuando se cultiva, la palma exige generosas cantidades de agua y los suelos ricos, ácidos y con sombra o con la luz filtrada. En su hábitat, el corazón de la palma se consume y las hojas se utilizan en techados.  Las frutas son a menudo encurtidas y utilizadas como un sustituto del tamarindo.

## Taxonomía
Eleiodoxa conferta fue descrito por (Griff.) Burret y publicado en Notizblatt des Botanischen Gartens und Museums zu Berlin-Dahlem 15: 734. 1942.
Etimología
Eleiodoxa: nombre genérico que deriva de dos palabras griegas que significan "agua" y "gloria".
conferta: epíteto del latín para "congestionados", una alusión a la flor en forma de espiga.
Sinonimia
- Salacca conferta Griff. (1845).
- Salacca scortechinii Becc. (1919).
- Eleiodoxa microcarpa Burret (1942).
- Eleiodoxa orthoschista Burret (1942).
- Eleiodoxa scortechinii (Becc.) Burret (1942).
- Eleiodoxa xantholepis Burret (1942).[5]